# Шварценбах-ам-Вальд
Шварценбах-ам-Вальд (нім. Schwarzenbach am Wald) — місто в Німеччині, розташоване в землі Баварія. Підпорядковується адміністративному округу Верхня Франконія. Входить до складу району Гоф.
Площа — 36,50 км2. Населення становить 4351 ос. (станом на 31 грудня 2020).